# Potenciométer

A potenciométer áramköri jele

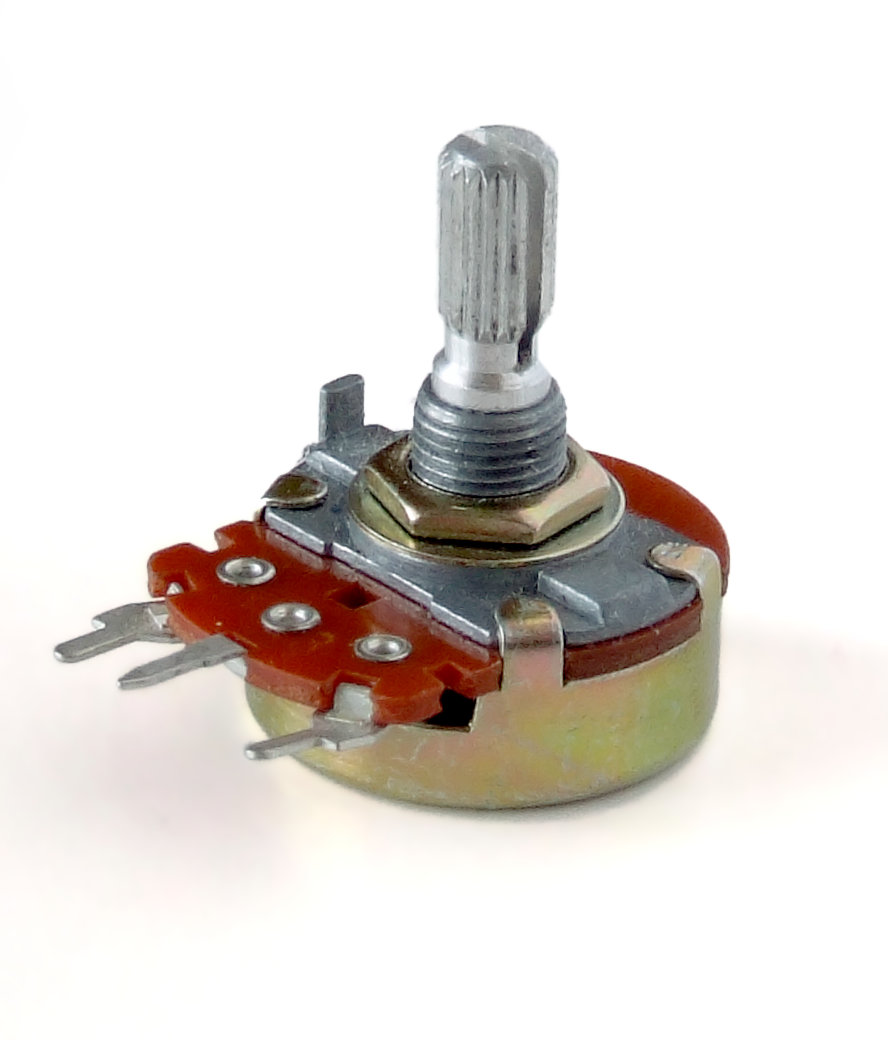
Egyfordulatú potenciométer

A potenciométer egy áramköri elem. Funkcióját tekintve rezisztív feszültségosztó, melyet általában 3 kivezetéssel látnak el. A kivezetések közül kettő között egy ellenálláspálya található, a harmadik pedig egy csúszkán keresztül érintkezik ezzel az ellenálláspályával. A csúszka az ellenálláspályán, annak végpontjai között, hibamentes működés esetén az elektromos kontaktus megszakadása nélkül szabadon elmozdítható.
Ha az ellenálláspálya két végére feszültséget kapcsolunk, akkor a harmadik kivezetés és a másik két láb valamelyike közötti feszültséget felhasználva a potenciométert változtatható feszültségosztóként használhatjuk, ha pedig a harmadik lábat a másik kettő valamelyikével közvetlenül összekötjük, akkor a potenciométer változtatható ellenállásként alkalmazható.